# Kvalifikation til Superisligaen 1998-99
Kvalifikationen til Superisligaen 1998-99 var en turnering, hvor seks hold spillede om to ledige pladser i Superisligaen 1998-99. Turneringen blev spillet i perioden fra slutningen af februar til 29. marts 1998, og den havde deltagelse af de seks hold fra Den fortsatte Eliteserie i 1997-98, der ikke kvalificerede sig til DM-kvartfinalerne.
Resultatet blev at de to Eliteseriehold, Aalborg IK og Odense IK, sikrede sig endnu en sæson i den bedste række ved at slutte på de to første pladser, mens de resterende fire hold, Gladsaxe Skøjteløberforening, KSF, Herlev IK og Kastrup IC måtte tage til takke med endnu en sæson i 1. division.